# Three Dog Night
Three Dog Night – amerykańska grupa rockowa założona w 1967 roku w Los Angeles, w Kalifornii przez  Danny'ego Huttona, Cory'ego Wellsa oraz Chucka Negrona. Przez pierwszy okres działalności związana z ruchem hippisowskim. Styl grupy, opierając się przede wszystkim na wysokich standardach wokalnych, w wyrazisty sposób łączył tradycyjnego rock and rolla z elementami białego soulu oraz funku.
Do największych przebojów grupy należą Mama Told Me Not to Come, Joy to the World oraz An Old Fashioned Love Song.

## Dyskografia
- 1968: Three Dog Night
- 1969: Suitable for Framing
- 1970: It Ain't Easy
- 1970: Naturally
- 1971: Harmony
- 1972: Seven Separate Fools
- 1973: Cyan
- 1974: Hard Labor
- 1975: Coming Down Your Way
- 1976: American Pastime
- 1983: It's a Jungle